# Schafberg (Frauensee)
Der teilweise bewaldete Schafberg hat eine Höhe von 308,2 m ü. NN und zählt zum Ortsteil Frauensee der Stadt Bad Salzungen im Wartburgkreis in Thüringen.
Der Schafberg befindet sich am Südrand der heutigen Ortslage, nahe der Kirche und reicht im Osten bis an die Hauptstraße heran. Der flache Südhang und der Westhang wird landwirtschaftlich genutzt, die Hänge im Norden und Osten sind besiedelt und mit Gärten und Obstgehölzen versehen.
Von seinen Angehörigen wurde Karl Eduard Rolle (1860–1930), der letzte Vorkriegsbesitzer des Gutshofes in Frauensee und Eigentümer des Schafberges mit einem Gedenkstein geehrt. Er befindet sich in einem Gehölz in Gipfelnähe mit Blick auf den See und das Renaissanceschloss.